# (285263) 1998 QE2

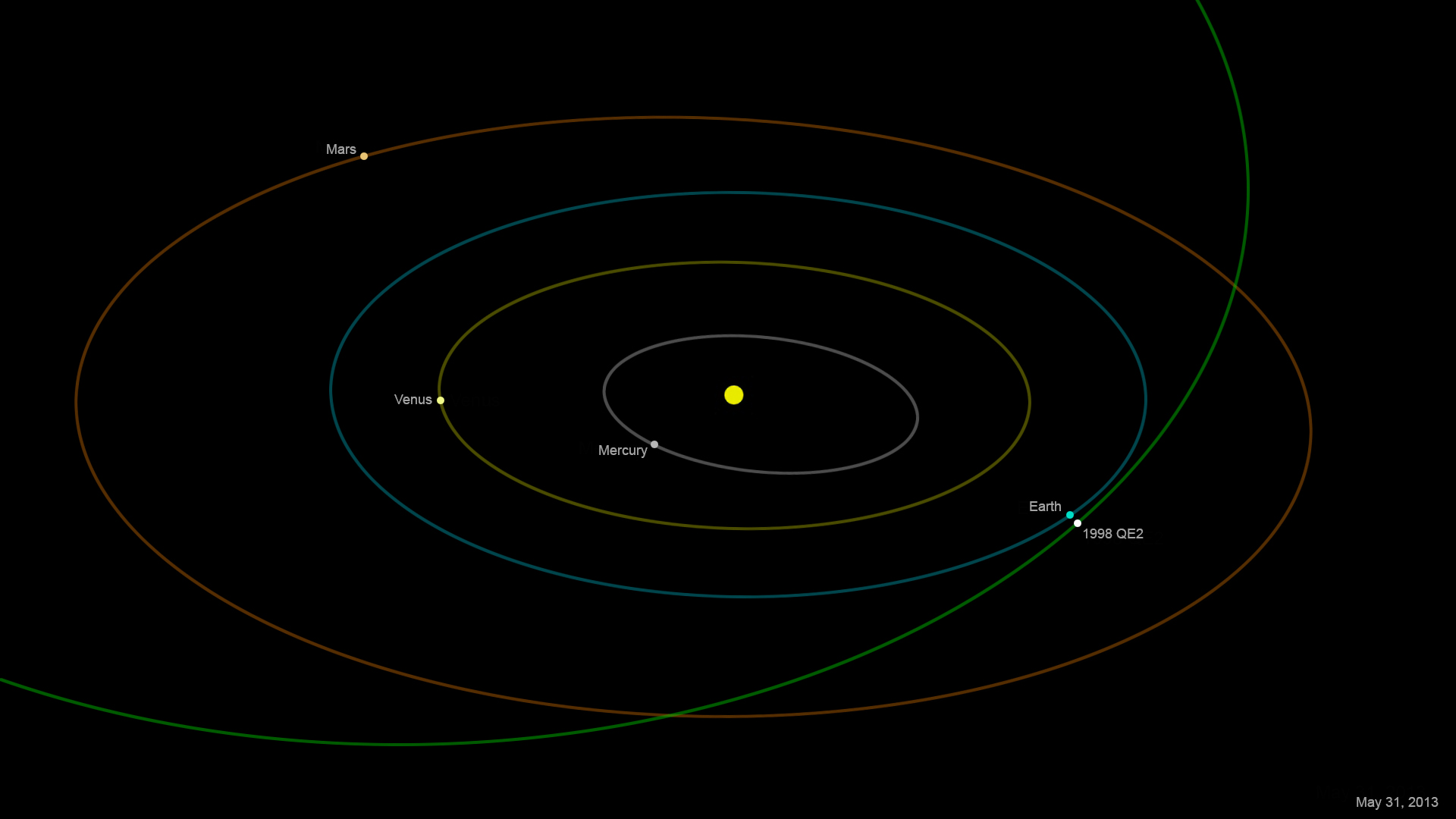
Órbita de (285263) 1998 QE2.

(285263) 1998 QE2 es un asteroide rocoso, binario, descubierto el 19 de agosto de 1998 por el programa Lincoln Near-Earth Asteroid Research (LINEAR).
Este objeto tiene 2,7 kilómetros de diámetro, con un período de rotación de menos de cuatro horas. El 31 de mayo de 2013 pasó a una distancia equivalente a 15 veces la distancia de la Luna a la Tierra, o seis millones de kilómetros.
Su presencia fue señalada por el Jet Propulsión Laboratory de la NASA, que en el marco del programa NEO monitorea los objetos que orbitan en proximidad de la Tierra. El asteroide es conocido desde 1998, pero aún no están en grado de formular hipótesis respecto a su proveniencia. Sin embargo la sustancia que recubre su superficie podría remontarse a los restos de un cometa que se hubiera acercado demasiado al Sol.
Se trata de un asteroide con dimensiones mucho menores a las del que habría originado la extinción de los dinosaurios y se tiene la certeza de que en este pasaje, relativamente próximo a la Tierra, no la impactará, por lo cual los astrónomos no lo consideran peligroso.
El 30 de mayo de 2013, cuando el asteroide se encontraba a unos 6 millones de kilómetros de la Tierra, el radar Goldstone, de la NASA, detectó un cuerpo rocoso que lo orbitaba. Dicha luna tiene aproximadamente uno 600 metros de ancho. Es decir que el 1998 QE2 es un asteroide binario. Según los estudios de la NASA en la población de objetos cercanos a la Tierra, alrededor del 16 por ciento de los asteroides de 200 metros de ancho o más son sistemas binarios o triples. Las imágenes de radar obtenidas del asteroide también muestran varias características superficiales oscuras que sugieren grandes concavidades.
La máxima aproximación del asteroide se produjo a las 20:59 UTC del 31 de mayo de 2013, este acontecimiento es la máxima aproximación que este asteroide hará a la Tierra durante los próximos dos siglos.